# 뿌까의 등장인물 목록
다음은 애니메이션 뿌까에 등장하는 등장인물로 등장인물 목록을 나열한 것이다.

## 뿌까
- 성별 : 여
- 나이 : 10살 - 11살 - 12살 - 13살
- 생일 : 7월 7일
- 별자리 : 게자리
- 좋아하는 것 : 짜장면과 단무지, 가루
- 싫어하는 것 : 사랑을 방해하는 모든 것
- 성격 : 저돌적이고 명랑한 성격.
- 혈액형 : O형
- 성우: 김민정(2006년 TVA) → 양정화(2018년 TVA) / 시라이시 하루카(후지 TVA), 마츠오카 유키(툰 디즈니/제틱스 TVA)

분점을 3개나 가지고 있는 중국집 "거룡반점"의 막내딸이며 외동딸로 찐빵머리에 상큼발랄한 미소가 매력적. 애니메이션에서는 대사가 없지만 웃음소리와 극히 한정된 감탄사만으로 의사소통을 하지만 참으로 귀여운 노래소리를 가졌다는 소문도 있다.
닌자의 후예인 가루를 짝사랑하여 항상 뽀뽀를 하기 위해 쫓아다니지만 무술수련에 집중하고픈 가루는 그녀를 피하려고만 하지만 식사시간을 제외한 하루 중 대부분을 가루를 뒤 쫓는 것으로 보내며, 자신의 사랑을 방해하는 것이 있으면 놀라운 괴력을 발휘하여 혼을 내준다.
돌덩이를 가루로 만들어버릴 정도의 단단한 머리와 하루종일 가루를 뒤쫓아 다니면서도 전혀 지치지 않는 강철 체력을 가지고 있다. 눈물로 순식간에 방안을 가득 채우는 놀라운 능력을 보여주기도 한다.
거룡반점에선 주로 배달을 맡고 있으며, 자신 전용의 핑크색 스쿠터로 수가마을 사람들에게 음식을 배달한다. 그밖에 서빙과 설거지를 하고 있는 모습도 종종 보이지만, 요리에는 그다지 소질이 없는 듯하다.
덧붙여 그녀는 아이돌 고양이 "야니"의 주인. 링링과 라이벌이다

## 가루
- 성별 : 남
- 나이 : 12살 - 13살
- 생일 : 12월 2일 → 11월 11일
- 별자리 : 궁수자리 → 전갈자리
- 좋아하는 것 : 무술수련
- 싫어하는 것 : 뿌까가 무술수련을 방해받는 것,또베
- 성격 : 조심스럽고 성실한 성격
- 성우: 변현우 (2006년 TVA 1~2기) → 신용우(2018년TVA) /준지 마지마 (후지 TVA), 오오츠카 아키오 (툰 디즈니/제틱스 TVA)

수가마을의 실력있는 닌자/무사로 진지하고 쿨한 성격. 수가마을의 번화가에서 떨어진 숲 속에 혼자 살고 있으며, 누구에게도 방해받지 않고 조용히 닌자 수행을 하려고 하지만 뿌까가 수가마을에 오면서부터 가루 주변은 조용할 날이 없다.
뿌까에 대한 가루의 감정은 미스터리. 뿌까로부터 끊임없는 프러포즈를 받지만 닌자 수행에 쓸데없는 방해를 받고 싶지 않아하므로 뿌까의 접근을 필사적으로 피하려고만 한다. 그러나 뿌까에 대한 가루의 태도가 항상 냉담한 것만은 아니어서, 그녀가 타인으로부터 모욕을 당할 경우 오히려 그녀를 보호하려는 모습도 가끔 보인다.
뿌까와 마찬가지로 애니메이션에서는 대사가 전혀 없으며, 단지 뿌까에 의해 습격을 당했을 경우 종종 통렬한 비명을 내지른다. 그가 말을 하지 않는 이유에 대해 애니메이션에서는 "침묵의 맹세를 지키기 위함" 이라고 설명하고 있는데 "침묵의 맹세"가 정확히 무엇을 의미하는지는 아직 밝혀지지 않았다. 덧붙여 그는 닌자 고양이 "미오"의 주인.

## 아뵤
- 성별 : 남
- 나이 : 11살
- 생일 : 1월 11일
- 별자리 : 염소자리
- 좋아하는 것 : 무술수련 뽐내기, 결투신청, 여자들에게 잘보이기(여자들특성 자신에게 집착 하는 것을 싫어한다)
- 싫어하는 것 : 지는 것
- 성격 : 다혈질과 자부심이 심하지만 쿨하고시크한 성격.
- 성우 : 신용우(2006년 TVA 1~2기) → 홍범기(2018년 TVA), / 이시노 류조(후지 TVA), 카와모토 쿠니히로(툰 디즈니/제틱스 TVA)

이소룡을 본받아 쿵푸스타 / 쿵푸소년이 되고 싶은 소년. 그래서 그런지 생긴 모습도 이소룡의 판박이이며, 자신의 의상도 이소룡의 검은색 도복을 착용. 이소룡이 그랬던 것처럼 쌍절곤을 주된 무기로 사용하며 절권도에 능숙하다. 등장할 때마다 대부분쓸데없이 오버하며 윗도리를 찢어버리는 모습을 보여준다.
경찰관 브루스의 아들로 가루, 칭, 소소 등과 함께 창이 관장으로 있는 거북도장에서 무술을 연마하고 있지만, 도장에서 배우는 무술에 대해서는 그다지 흥미를 느끼지 못하고 있는 듯하다. 오히려 어떻게 하면 여자들에게 더 멋있어 보일지가 그에겐 더 중요한 모양. 칭은 아뵤를 장래의 남편감으로 점찍어 두었지만, 가루와 마찬가지로 사랑에 있어서는 그저 둔감하기 그지 없다. 가루를 절친한 친구이자 무술 라이벌로 생각하고 있다.

## 칭
- 성별 : 여
- 나이 : 11살
- 생일 : 9월 9일
- 별자리 : 처녀자리
- 좋아하는 것 : 신부수업, 집안일 돕기, 아뵤
- 싫어하는 것 : 예의 없는 사람
- 성격 : 도도하고 아름답지만 맑고 순수미가 넘치는 성격.
- 성우 : 류점희 (2006년 TVA 1기) → 김성연 (2기) → 박시윤(2018년 TVA 3기) / 코바야시 케이(후지 TVA & 툰 디즈니 TVA)

거북도장의 관장의 외동딸으로 부드럽고 얌전한 겉모습과 달리 두자루의 칼을 무기로 사용하는 연검술의 미소녀. 보라색 차이나복을 입고 있으며 그녀는 원의 주인.
뿌까의 가장 친한 친구로 뿌까와 비교할 때 훨씬 얌전하고 아름다운 미소녀 모습을 하고 있다.

## 미오
가루의 고양이. 가루같이 닌자이다.

## 야니
뿌까의 고양이

## 주방장들
| 등장인물 | 2006년 TVA 1기 성우 | 2006년 TVA 2기 성우 | 2018년 TVA 성우 |
| -------- | ------------------- | ------------------- | --------------- |
| 우워     | 방성준              | 임경명              | 홍승효          |
| 장뚱     | 김태훈              | 서원석              | 소정환          |
| 호오     | 신용우              | 심정민              | 이상호          |

수가마을 "거룡반점"의 주방장이자 실질적 소유주. 원래 "거룡반점" 본점의 수석 주방장들이었으나 뿌까가 수가마을에 "거룡반점"의 분점을 낸 이후 뿌까의 보호인 자격으로 가게를 직접 운영하게 된다.
그들은 마을사람들, 특히 뿌까에게 맛있는 음식을 대접하는 것을 그들의 의무로 생각하고 있다.
온갖 중화요리의 달인이나, 특히 세 사람이 팀으로 만들어내는 자장면은 그야말로 일품이다.
자장면을 만드는 데 있어 세 사람은 철저한 분업정신에 입각해 요리하는데, 우워가 면발을 뽑으면 장뚱이 야채를 썰고 마지막으로 호오가 모든 재료를 볶는 식이다.
가끔씩 자신들의 조리도구를 이용해 상당한 수준의 무술을 보여주는데, 이로 볼 때 무술에도 상당한 조예가 있는 듯하다.

## 산타
- 성우: 서윤선(2006년 TVA 1기), 최낙윤(2기)/ 김다올(2018년 TVA), 마스타니 야스노리(후지 TVA), 에가와 다이스케(툰 디즈니/제틱스 TVA), 프렌치 틱크너(2006년 영어판) → 스파이크 스펜서(2018년 영어판)

초창기 뿌까의 크리스마스용 플래시 애니메이션 카드에서 처음 등장한 유서 깊은 캐릭터. 비록 "산타클로스"라는 설정이지만 크리스마스에만 등장하는 것은 아니고, 오히려 TV 애니메이션에서는 거의 매회 등장할 정도로 비중이 높아졌다.
TV 애니메이션 내에선 특별히 정해진 역할이 없어 "엑스트라"의 개념으로 자주 등장한다. 어리숙한 행동을 통해 극중 재미를 더해주는 감초와 같은 역할을 하는데, 몇안되는 크리스마스 관련 에피소드에선 주연으로 활약하기도 한다.

## 링링
- 성별 : 여
- 나이 : 12살 - 13살
- 생일 :
- 별자리 :
- 혈액형 : AB형
- 좋아하는 것 : 가루
- 싫어하는 것 : 뿌까
- 성격 : 도도하고 까칠한   성격
- 성우: 김현지